# 基督教会皇家礼拜堂
基督教会皇家礼拜堂（Christ Church, Her Majesty's Chapel Royal of the Mohawk）位于加拿大安大略省Deseronto附近，是在英国之外仅有的六个皇家教堂之一，加拿大的两座皇家教堂之一，另一座是布兰特福德附近的莫霍克皇家礼拜堂。 它属于圣公会安大略教区管理。它在1995年被列为国家历史遗址。2004年，伊丽莎白二世将其升格为皇家教堂。

## 历史
美国革命后，莫霍克人被迫从今天的纽约州上州搬迁。英国国王乔治三世向他们提供土地，以表彰他们在革命战争期间为英国服务。第一座教堂建于1784年。目前的礼拜堂建于1843年，为简化的哥特复兴风格，象征英国王室与莫霍克人之间的政治和军事联盟，保存有许多三百年间英国王室给莫霍克族的礼物，包括乔治三世的钟、乔治五世的英国皇家徽章，维多利亚女王的圣经。以及伊丽莎白二世的圣餐圣杯和一套银手摇铃。
堂内的匾额记录了第一次世界大战和第二次世界大战期间从军的莫霍克人名单，表明莫霍克人与王室之间的持续联系。

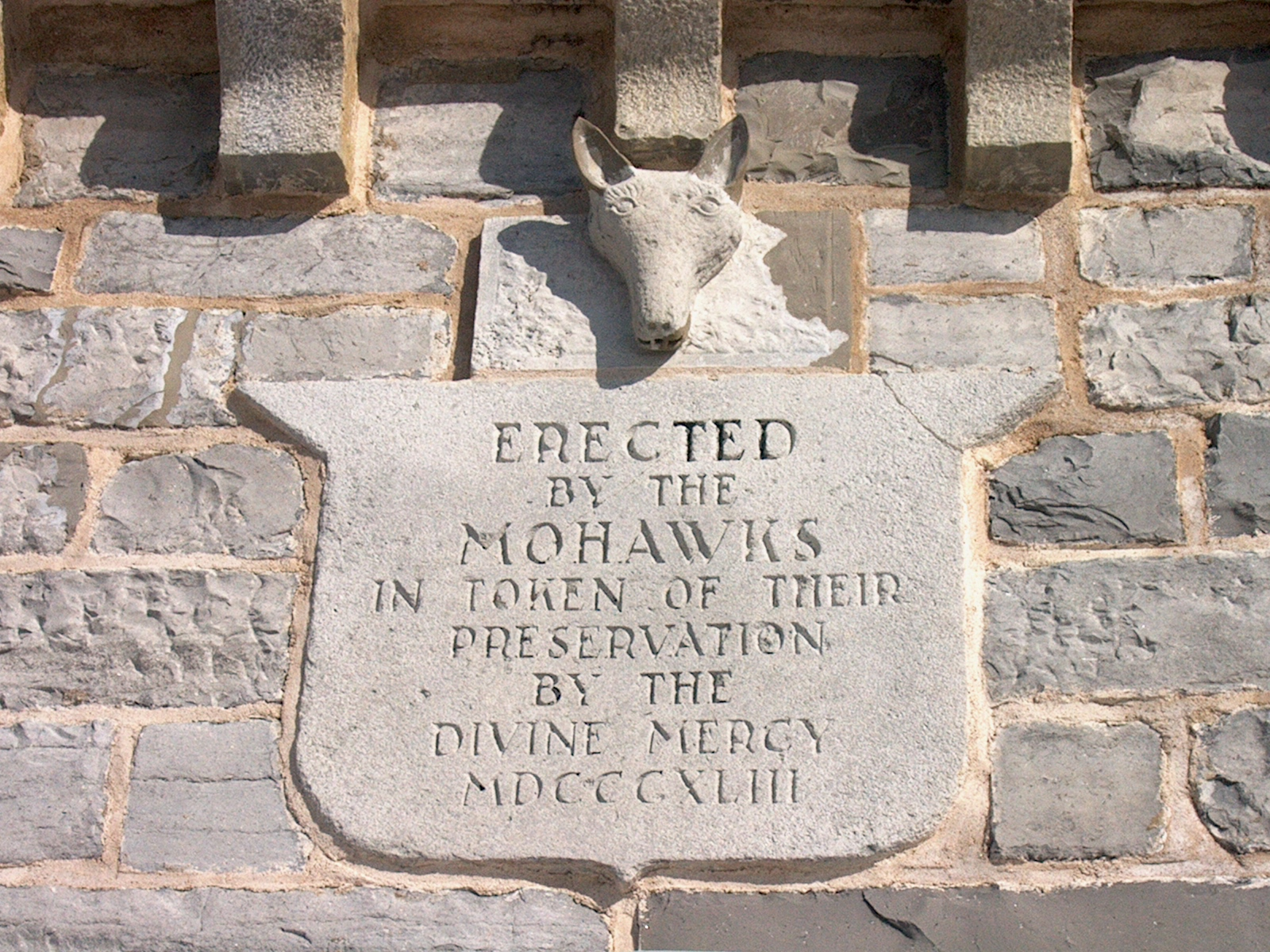
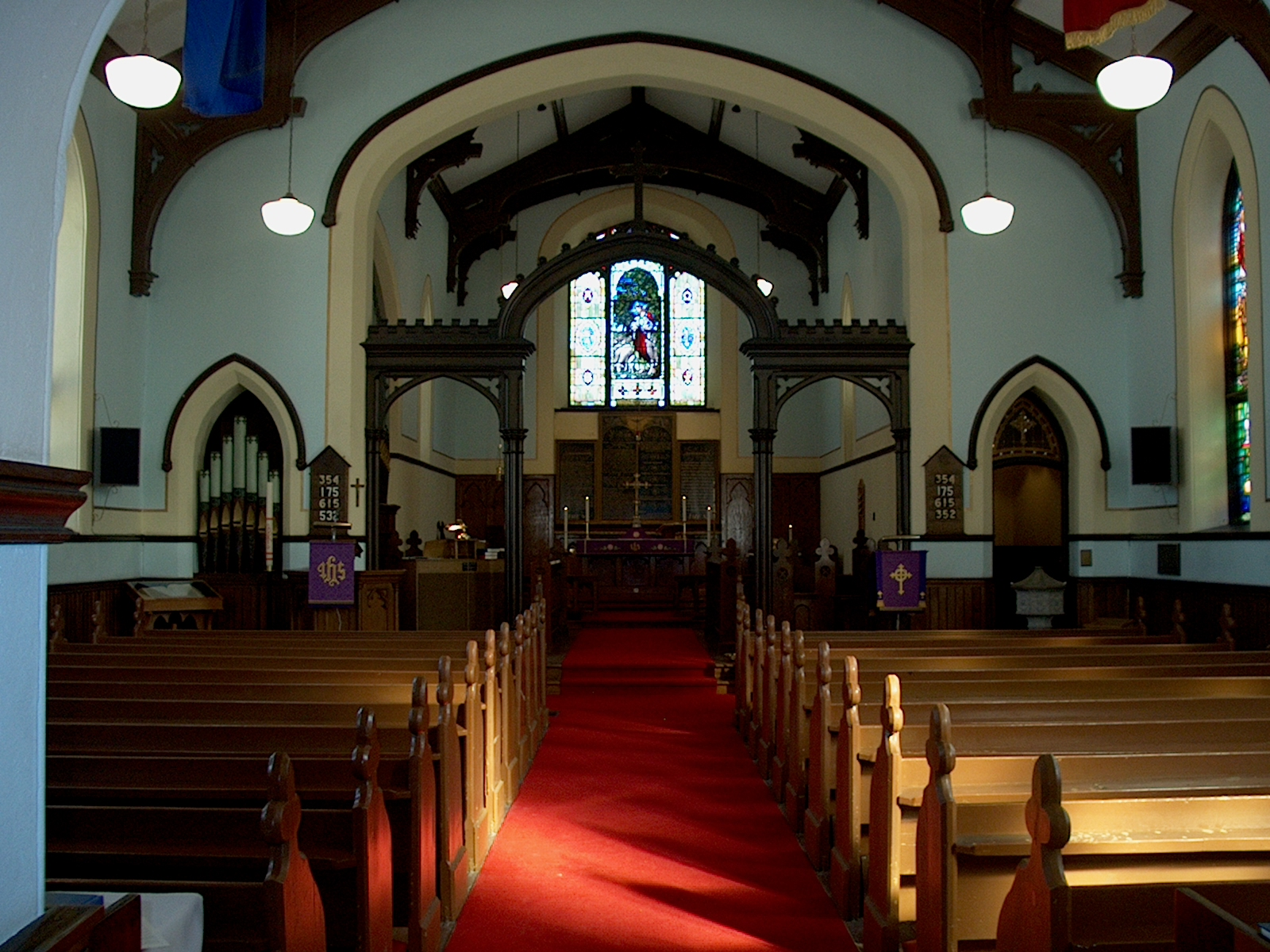
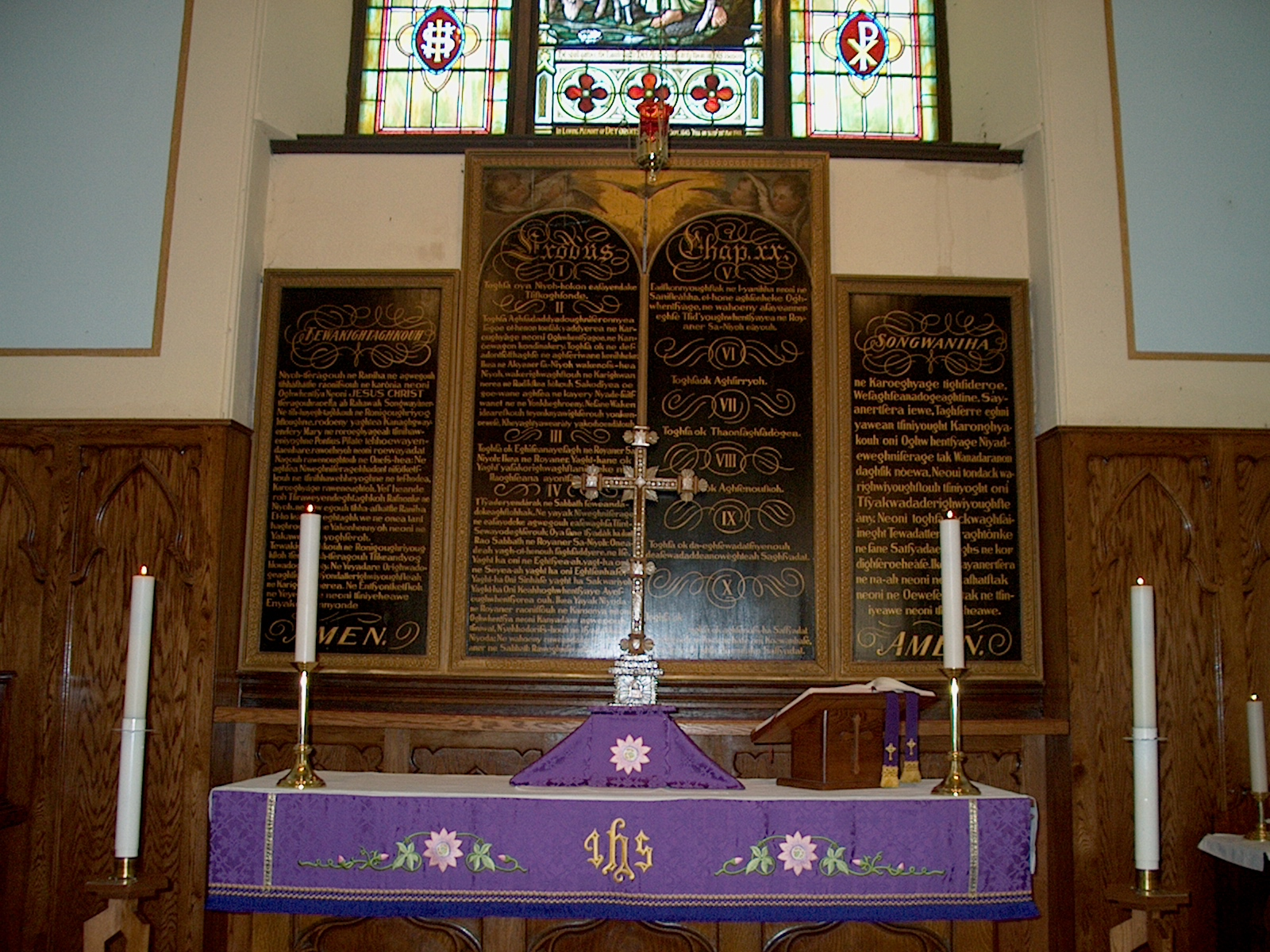
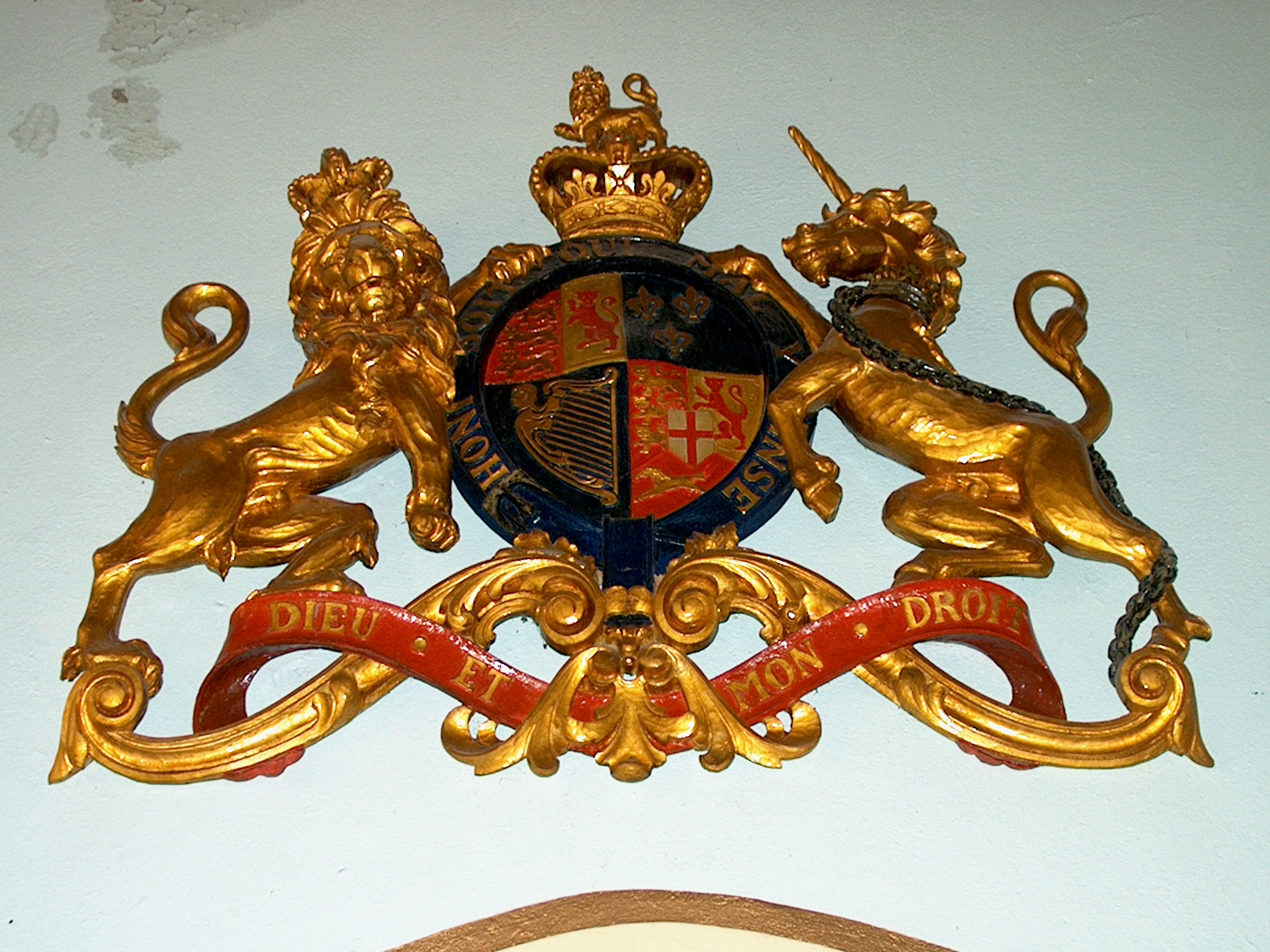
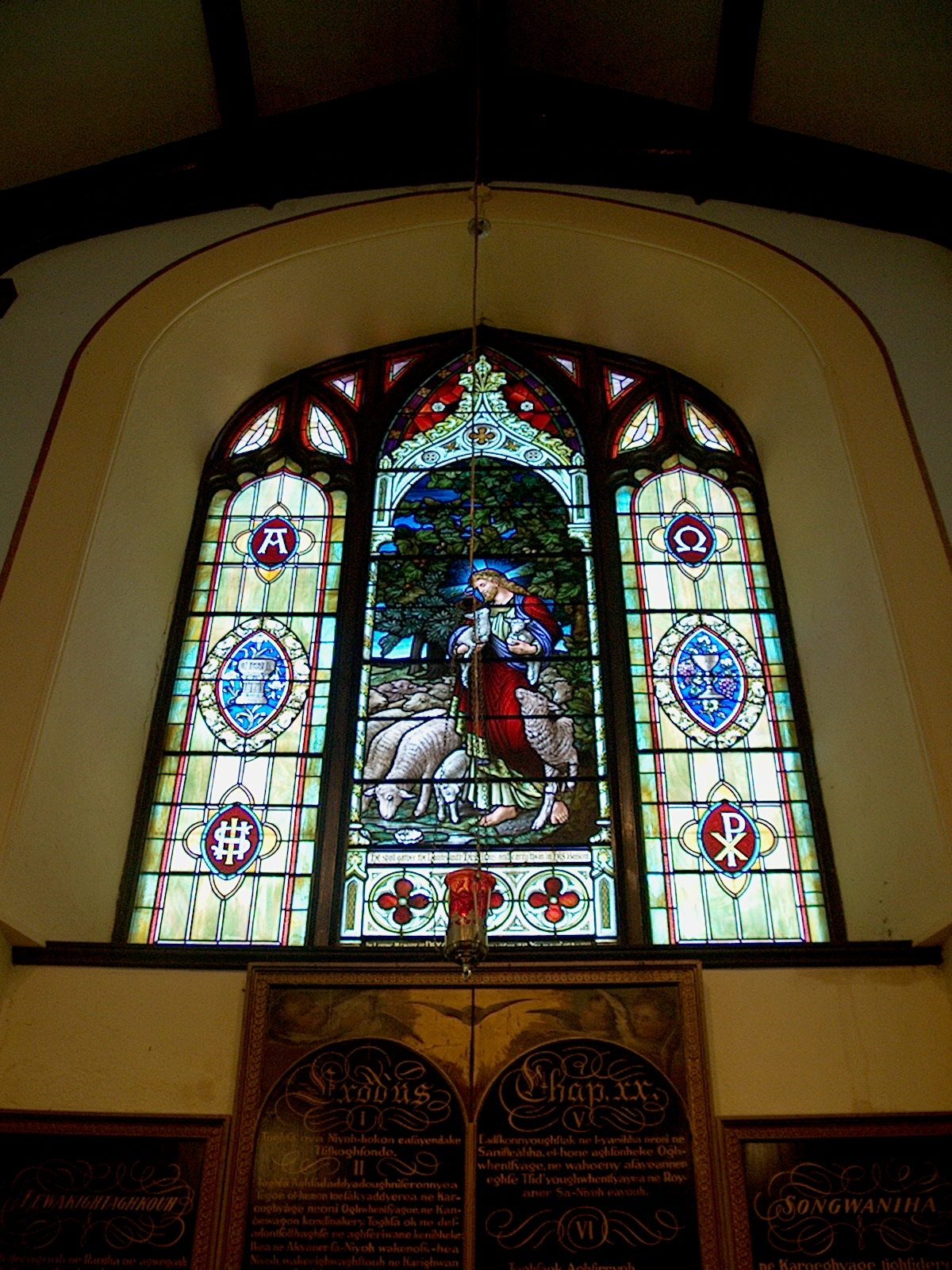